# Nattai Nemzeti Park
A Nattai Nemzeti Park  az ausztráliai Új-Dél-Wales Macarthur és Southern Highlands régiójában található védett terület. A 48 984 hektár (121 040 hold) terület körülbelül 150 kilométer (93 mérföld) délnyugatra helyezkedik el Sydney központi üzleti negyedétől, és elsősorban a Nattai folyó völgyét foglalja magában, amelyet homokkő sziklák vesznek körül. A Southern Highlands Shale Forest and Woodland része, a parkot száraz szklerofil (kemény levelű) erdő borítja – többnyire eukaliptusz, és gyakoriak az erdőtüzek. 2024 májusában a park még nem rendelkezik létesítményekkel.
A Nattai Nemzeti Park egyike annak a nyolc védett területnek, amelyet 2000-ben az UNESCO Világörökség részét képező Greater Blue Mountains Area részeként vettek fel. A Nattai Nemzeti Park a világörökség részét képező nyolc védett terület közül a legdélibb. A nemzeti park a Nagy-Vízválasztó-hegység részét képezi.
A nemzeti parkot északról a Nattai Állami Természetvédelmi Terület, a Burragorang Állami Természetvédelmi Terület és a Burragorang-tó határolja, beleértve a 3 kilométer (1,9 mérföld) a tavat körülvevő tilalmi zóna; keleten a Bargo Állami Természetvédelmi Terület és a mára részben használaton kívüli Picton–Mittagong hurokvasútvonal; délen a Wombeyan Caves Road mellett; délnyugatra a Kanangra-Boyd Nemzeti Park; nyugaton pedig a Yerranderie Állami Természetvédelmi Terület. A Blue Mountains Nemzeti Park nem csatlakozik közvetlenül a Nattai Nemzeti Parkhoz, hanem a Burragorang-tó északnyugati partján található.
A Nattai Nemzeti Park a Little, Nattai, Allum és Wollondilly folyók lefolyásának és vízgyűjtőjének nagy részét tartalmazza.

## Fordítás
Ez a szócikk részben vagy egészben  a   Nattai National Park című angol Wikipédia-szócikk ezen változatának fordításán alapul.  Az eredeti cikk szerkesztőit annak laptörténete sorolja fel. Ez a jelzés csupán a megfogalmazás eredetét és a szerzői jogokat jelzi, nem szolgál a cikkben szereplő információk forrásmegjelöléseként.